# Bernadette Palas
Bernadette Palas est une actrice française.

## Filmographie
- 2001 : Mortel Transfert de Jean-Jacques Beineix
- 1998 : En attendant la neige de Antonio et Killy Olivares
- 1989 : Natalia de Bernard Cohn
- 1987 : Maladie d'amour de Jacques Deray
- 1987 : Au revoir les enfants de Louis Malle
- 1986 : Black Mic Mac de Thomas Gilou
- 1986 :  37°2 le matin de Jean-Jacques Beineix
- 1982 : Tir groupé de Jean-Claude Missiaen
- 1982 : Tête à claques de Francis Perrin
- 1980 :  Un amour d'emmerdeuse d'Alain Vandercoille
- 1977 :Moi, fleur bleue d'Éric Le Hung
- 1976 : D'amour et d'eau fraîche de Jean-Pierre Blanc
- 1974 : Les Naufragés de l'île de la Tortue de Jacques Rozier
- 1975 : La Rage au poing d'Éric Le Hung

## Théâtre
- Poétique de Julien Bertheau
- Festival Sacha Guitry de Jacques Requiston

## Café-théâtre
- Mangeuse d'hommes de Daniel Colas
- Dérapages contrôlés (auteur et interprète)
- Moi, tout m'amuse (auteur et interprète)